# San Marino Calcio 2007-2008
Questa pagina raccoglie le informazioni riguardanti il San Marino Calcio nelle competizioni ufficiali della stagione 2007-2008.

## Rosa
| N. |                      | Ruolo | Calciatore                     |
| -- | -------------------- | ----- | ------------------------------ |
|    | Italia (bandiera)    | C     | Francesco Amantini             |
|    | Italia (bandiera)    | C     | Simone Berardi                 |
|    | Argentina (bandiera) | C     | Federico Capece                |
|    | Italia (bandiera)    | A     | Eupremio Carruezzo             |
|    | Italia (bandiera)    | C     | Filippo Chiappa                |
|    | Italia (bandiera)    | C     | Andrea Chiopris Gori           |
|    | Italia (bandiera)    | D     | Roberto Corradi                |
|    | Brasile (bandiera)   | A     | Aragao Da Cruz Alessandro Cruz |
|    | Italia (bandiera)    | D     | Pasquale D'Aniello             |
|    | Italia (bandiera)    | P     | Emiliano Dei (I)               |
|    | Italia (bandiera)    | D     | Roberto Di Maio                |
|    | Italia (bandiera)    | C     | Alessandro Evangelisti         |

| N. |                       | Ruolo | Calciatore           |  |
| -- | --------------------- | ----- | -------------------- |  |
|    | Italia (bandiera)     | D     | Michele Florindo     |  |
|    | Italia (bandiera)     | C     | Luigi Grassi         |  |
|    | Italia (bandiera)     | A     | Christian Longobardi |  |
|    | Italia (bandiera)     | C     | Matteo Lunati        |  |
|    | Italia (bandiera)     | A     | Giordano Meloni      |  |
|    | Italia (bandiera)     | A     | Simone Mortaro       |  |
|    | Italia (bandiera)     | C     | Tiziano Mottola      |  |
|    | Italia (bandiera)     | C     | Lorenzo Paoli        |  |
|    | San Marino (bandiera) | P     | Aldo Simoncini       |  |
|    | Italia (bandiera)     | D     | Mirko Taccola        |  |
|    | Italia (bandiera)     | D     | Federico Tafani      |  |
|    | Italia (bandiera)     | C     | Alessandro Turchetta |  |